# Tsjeremoechovo (oblast Sverdlovsk)
Tsjeremoechovo (Russisch: Черемухово) is een nederzetting met stedelijk karakter in het noorden van de Russische oblast Sverdlovsk. Bestuurlijk gezien vormt het onderdeel van het stedelijke district van de stad Severo-oeralsk ongeveer 23 kilometer ten zuiden ervan. De plaats vormt het einde van een spoorlijn vanaf Serov. Iets ten noordwesten van de plaats ligt de zapovednik Denezjkin Kamen met de gelijknamige berg.
Er wordt bauxiet gewonnen. Op 6 kilometer ten zuidoosten van de plaats ligt de luchthaven Severo-oeralsk.